# Yélamos de Abajo
Yélamos de Abajo – gmina w Hiszpanii, w prowincji Guadalajara, w Kastylii-La Mancha, o powierzchni 12,46 km². W 2011 roku gmina liczyła 70 mieszkańców.